# Neutronentransport

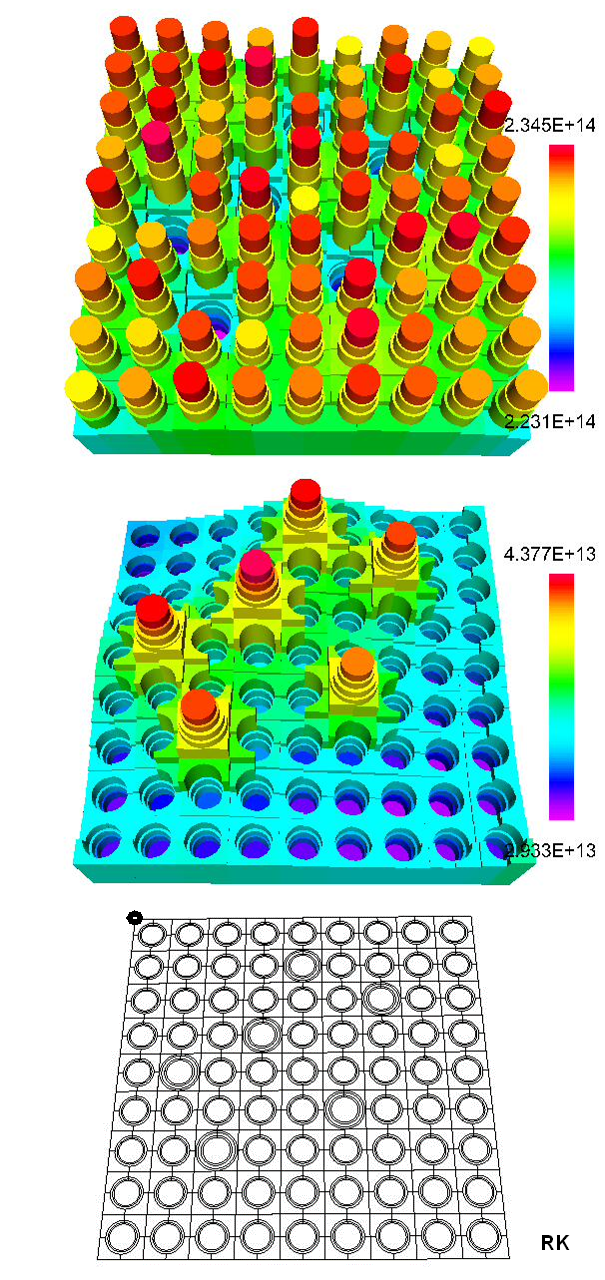
Projektive 3D-Darstellung der Ergebnisse einer 2D-Neutronentransportrechnung für den Neutronenwinkelfluss. Dargestellt sind Neutronenflüsse zweier Energiegruppen, die aus dem Neutronenwinkelfluss berechnet werden, indem über alle Winkel integriert wird (eine nähere Beschreibung erfolgt im Artikeltext).

Neutronentransport ist die Bewegung von freien Neutronen in einem Raumbereich unter Einschluss der Wechselwirkungen von Neutronen mit Materie in diesem Raumbereich. Bei der Untersuchung des Neutronentransportes durch Reaktorphysiker, Reaktortechniker oder Kerntechniker wird berechnet und gemessen, wo und wie viele Neutronen sich in diesem Raumbereich befinden, in welche Richtung sie fliegen, wie schnell sie sich bewegen und wie viele diesen Raumbereich verlassen. Ziel ist, aus den mithilfe einer Transportrechnung bestimmten Neutronenwinkelflüssen die Kernreaktionsraten zu berechnen. Eine Reaktionsrate ist der Quotient aus der Anzahl der Reaktionen eines bestimmten Typs (zum Beispiel der Kernspaltungen), die sich in dem Raumbereich abspielen und der Zeitspanne, in der sie gezählt werden.
Neutronentransporttheoretische Methoden werden angewendet, um Kernreaktoren zu konstruieren und um das Verhalten von Kernreaktoren im Betrieb zu analysieren und zu begleiten. Das gilt auch für Reaktorexperimente oder industriell genutzte Neutronenstrahlen. Neutronentransport ist dem Strahlungstransport ähnlich, ist aber wegen der Vielzahl der Wechselwirkungsmöglichkeiten, deutlich komplizierter. Einige Neutronentransportprogramme erlauben auch die Berechnung des Strahlungstransports, insbesondere für Gammastrahlung, andere wurden ausschließlich zur Berechnung des Strahlungstransports entwickelt (z. B. die Programme RAPTOR-M3G, MCBEND, RMC, siehe unten).
Die Grafiken zeigen projektive 3D-Darstellungen der Ergebnisse einer 2D-Neutronentransportrechnung, die (berechnet in hoher Energieauflösung mit 190 Energiegruppen) zu Neutronenwinkelflüssen führte. Diese wurden zu Neutronenflüssen in zwei Energiegruppen zusammengefasst. Es handelt sich um eine 2D-Transportrechnung für ein Brennelement-Viertel eines Druckwasserreaktors mit gezogenen Regelstäben. Das der Berechnung zugrunde gelegte Diskretisierungsgitter ist unten dargestellt, der thermische Neutronenfluss in der Mitte und der Fluss der schnellen Neutronen oben. Der Neutronenfluss beider Energiegruppen ist erkennbar stark ortsabhängig. Die Zahlenwerte an den Farbbändern stehen für die minimalen und maximalen Neutronenflüsse in der Einheit Neutronen pro Quadratzentimeter und Sekunde.

## Einführung
Die physikalischen Grundlagen des Neutronentransports und des zugehörigen mathematischen Apparats haben ihre Wurzeln in theoretischen Arbeiten zur kinetischen Gastheorie, die insbesondere James Clerk Maxwell und Ludwig Boltzmann in der zweiten Hälfte des 19. Jahrhunderts entwickelt haben. Diese waren bahnbrechend für den Atomismus. Die kinetische Gastheorie als Teilgebiet der statistischen Mechanik wurde zu einem soliden, aber eher unspektakulären Zweig der Physik und des Physikstudiums. Das änderte sich schlagartig nach der Entdeckung der Kernspaltung im Jahr 1939 und der in den 1940er Jahren einsetzenden Forschung zu Kernwaffen und Kernreaktoren.
In den Anfangsjahren, etwa ab 1941 bis in die Mitte der 1950er Jahre, lag der Schwerpunkt der Forschung der damit befassten Physiker darauf, die reaktorphysikalische Terminologie zu entwickeln und mathematisch-analytische Näherungslösungen für die Neutronenverteilung im Raum, meist für einfache Geometrien, zu finden. Mit der parallel verlaufenden Entwicklung von Großrechnern änderte sich das zugunsten von mathematisch-numerischen Methoden. Reaktornumerische Computerprogramme dominierten und befruchteten in der zweiten Hälfte des 20. Jahrhunderts den Zweig der numerischen Mathematik entscheidend. Auch gegenwärtig gehören Neutronentransportprogramme, genutzt für Reaktordesign und für kerntechnische Anlagen, in akademischen und universitären Forschungseinrichtungen zu dem physikalischen Werkzeug, das höchste Anforderungen an Anwender und Rechentechnik stellt.
Da eine analytische Lösung nicht möglich ist gilt es, das siebendimensionale Problem numerisch zu lösen, um die Neutronenverteilung zu ermitteln. Das sind folgende Dimensionen im Phasenraum: Drei für den (natürlichen) Raum, eine für die Zeit, zwei für die Neutronenflugrichtungen und eine für die kinetische Energie der freien Neutronen (oder alternativ, für die Beträge ihrer Fluggeschwindigkeiten). Im Fall einer stationären, zeitunabhängigen Transportrechnung verringert sich die Anzahl der Dimensionen auf sechs, im Fall der stationären Neutronendiffusionsnäherung des Neutronentransports auf vier.
Transportprogramme basieren dabei überwiegend auf deterministischen Methoden (z. B. Diskretisierungsmethoden ähnlich der Finite-Differenzen-Methode), auf probabilistischen Methoden, den Monte-Carlo-Methoden, oder auf einer Mischung aus diesen.

## Neutronentransportgleichung
Die Neutronentransportgleichung, die wichtigste Gleichung der Reaktor- und Neutronenphysik, geht auf die Boltzmann-Gleichung zurück und wird deshalb auch im reaktorphysikalischen Kontext als Boltzmannsche Neutronentransportgleichung bezeichnet. Diese ist aber erheblich vielgestaltiger als die ursprüngliche Boltzmann-Gleichung, denn sie beschreibt bedeutend mehr Wechselwirkungsprozesse. Es ist hilfreich, wenn man sich die in einem Kernreaktor agierenden freien Neutronen als ein sehr dünnes „Neutronengas“ vorstellt, so dünn, dass man Stöße der Neutronen untereinander vernachlässigen kann. In der originalen Boltzmann-Gleichung dagegen bilden Stöße gleichartiger Teilchen untereinander die Hauptterme (s. Kollisionsintegral im Artikel Boltzmann-Gleichung).
Die Neutronentransportgleichung ist eine Bilanzgleichung. Jeder Term der Gleichung stellt einen Gewinn oder einen Verlust von Neutronen in einem Raumbereich dar. Das Gleichgewicht, der stationäre Zustand, bedeutet, dass so viele Neutronen gewonnen werden wie verloren gehen. In mathematischer Terminologie ist sie vom Typ einer Integro-Differentialgleichung.
Die Neutronentransportgleichung kann wie folgt formuliert werden:
{\displaystyle \left({\frac {1}{v(E)}}{\frac {\partial }{\partial t}}+\mathbf {\hat {\Omega }} \cdot \nabla +\Sigma _{t}(\mathbf {r} ,E,t)\right)\psi (\mathbf {r} ,E,\mathbf {\hat {\Omega }} ,t)=\quad }
{\displaystyle \quad {\frac {\chi _{p}\left(E\right)}{4\pi }}\int _{0}^{\infty }dE^{\prime }\nu _{p}\left(E^{\prime }\right)\Sigma _{f}\left(\mathbf {r} ,E^{\prime },t\right)\phi \left(\mathbf {r} ,E^{\prime },t\right)+\sum _{i=1}^{N}{\frac {\chi _{di}\left(E\right)}{4\pi }}\lambda _{i}C_{i}\left(\mathbf {r} ,t\right)+\quad }
{\displaystyle \quad \int _{4\pi }d\Omega ^{\prime }\int _{0}^{\infty }dE^{\prime }\,\Sigma _{s}(\mathbf {r} ,E^{\prime }\rightarrow E,\mathbf {\hat {\Omega }} ^{\prime }\rightarrow \mathbf {\hat {\Omega }} ,t)\psi (\mathbf {r} ,E^{\prime },\mathbf {{\hat {\Omega }}^{\prime }} ,t)}
Es bedeuten:
| Zeichen | Einheit          | Benennung |
| --- | ---------------- | --- |
| {\displaystyle \mathbf {r} }                                                                                                | cm               | Ortsvektor (z. B. in kartesischen Koordinaten x, y, z) |
| {\displaystyle E} | eV               | Kinetische Energie der Neutronen |
| {\displaystyle \mathbf {\hat {\Omega }} ={\frac {\mathbf {v} (E)}{\|\mathbf {v} (E)\|}}={\frac {\mathbf {v} (E)}{v(E)}}}    | 1                | Einheitsvektor der Neutronenflugrichtungen |
| {\displaystyle t} | s                | Zeit (Zeitpunkt) |
| {\displaystyle \mathbf {v} (E)}                                                                                             | cm/s             | Vektor der Neutronengeschwindigkeit |
| {\displaystyle \psi (\mathbf {r} ,E,\mathbf {\hat {\Omega }} ,t)}                                                           | 1/(cm² s eV str) | Neutronenwinkelfluss Neutronenspurlänge in einem differentiellen Volumen {\displaystyle dr} um {\displaystyle r} von Teilchen mit einer differentiellen Energie {\displaystyle dE} um {\displaystyle E}, die sich in einem differentiellen Raumwinkel {\displaystyle d\Omega } um {\displaystyle \mathbf {\hat {\Omega }} }, und zwar zum Zeitpunkt {\displaystyle t}, bewegen.                                                               |
| {\displaystyle \phi (\mathbf {r} ,E,t)}                                                                                     | 1/(cm² s)        | Neutronenfluss Neutronenspurlänge in einem differentiellen Volumen {\displaystyle dr} um {\displaystyle r} von Teilchen, die sich mit einer differentiellen Energie {\displaystyle dE} um {\displaystyle E} zum Zeitpunkt {\displaystyle t} bewegen. |
| {\displaystyle \nu _{p}} | 1                | Mittlere Anzahl freigesetzter Neutronen pro Spaltung (z. B. 2,43 für U-235). |
| {\displaystyle \chi _{p}(E)}                                                                                                | 1                | Spaltspektrum. Relative Anzahl der Neutronen, die mit einer Energie {\displaystyle E} bei der Kernspaltung erzeugt werden. |
| {\displaystyle \chi _{di}(E)}                                                                                               | 1                | Energiespektrum der verzögerten Neutronen. Relative Anzahl der Neutronen, die mit einer Energie {\displaystyle E} von Mutterkernen des Typs i zeitlich verzögert erzeugt werden. Der tiefgestellte Buchstabe d steht für delayed neutrons. |
| {\displaystyle \Sigma _{t}(\mathbf {r} ,E,t)}                                                                               | 1/cm             | Totaler makroskopischer Wirkungsquerschnitt. Summe der makroskopischen Wirkungsquerschnitte aller Kernreaktionen, in die Neutronen verwickelt sind. |
| {\displaystyle \Sigma _{f}(\mathbf {r} ,E^{\prime },t)}                                                                     | 1/cm             | Makroskopischer Spaltquerschnitt aller Spaltprozesse im Neutronenenergieintervall {\displaystyle dE^{\prime }} um {\displaystyle E^{\prime }} |
| {\displaystyle \Sigma _{s}(\mathbf {r} ,E'\rightarrow E,\mathbf {\hat {\Omega }} '\rightarrow \mathbf {\hat {\Omega }} ,t)} | 1/cm             | Doppelt differentieller makroskopischer Streuquerschnitt. Beschreibt die Streuung eines Neutrons mit einer Einfallsenergie {\displaystyle E^{\prime }} im Energieintervall {\displaystyle dE^{\prime }} und einer Flugrichtung {\displaystyle \mathbf {\hat {\Omega ^{\prime }}} } im Richtungsintervall {\displaystyle d\Omega ^{\prime }} zur Energie {\displaystyle E} und in eine Flugrichtung {\displaystyle \mathbf {\hat {\Omega }} }. |
| {\displaystyle N} | 1                | Anzahl der Mutterkerne, die verzögerte Neutronen emittieren |
| {\displaystyle \lambda _{i}}                                                                                                | 1/s              | Zerfallskonstante des Mutterkerns vom Typ i |
| {\displaystyle C_{i}\left(\mathbf {r} ,t\right)}                                                                            | 1                | Anzahl der Mutterkerne vom Typ i am Ort {\displaystyle \mathbf {r} } zum Zeitpunkt {\displaystyle t} |

Gegebenenfalls kann auch ein Quellterm, eine zusätzliche Neutronenquelle {\displaystyle s(\mathbf {r} ,E,\mathbf {\hat {\Omega }} ,t)} einbezogen werden. Die Integration der Größe Neutronenwinkelfluss über alle Winkel führt zur Größe Neutronenfluss:
{\displaystyle \phi (\mathbf {r} ,E,t)\ =\ \int _{4\pi }\psi (\mathbf {r} ,E,\mathbf {\hat {\Omega }} ,t)\ d\Omega }.
Die linke Seite der Neutronentransportgleichung beschreibt die Neutronenverluste, die rechte die Neutronengewinne. Der erste Term auf der linken Seite der Neutronentransportgleichung repräsentiert die zeitliche Änderungsrate der Neutronen im Raumbereich. Der zweite Term beschreibt Verluste von Neutronen im Raumbereich durch Freiflug. Der dritte Term berücksichtigt alle Neutronen, die in diesem Phasenraum kollidieren und absorbiert werden. Der erste Term auf der rechten Seite der Gleichung beschreibt die Erzeugung von Neutronen im Phasenraum aufgrund von Spaltung. Der zweite Term auf der rechten Seite berücksichtigt die Erzeugung von Neutronen aufgrund von verzögerten Neutronen (durch instabile Kerne, Spaltprodukte, die Neutronen emittieren). Der dritte Term auf der rechten Seite ist der Streuterm (Einstreuung) und berücksichtigt Neutronen, die infolge von Streuwechselwirkungen aus einem anderen Bereich in diesen Bereich des Phasenraums gestreut werden.
Die Lösung der Gleichung führt zur Größe Neutronenwinkelfluss {\displaystyle \psi (\mathbf {r} ,E,\mathbf {\hat {\Omega }} ,t)}, mit der alle Reaktionsraten in diesem Raumbereich berechnet werden können, auch solche, die für die Reaktorsicherheit und Abschirmungs- sowie Dosimetriezwecke von Bedeutung sind.
Die Transportgleichung wird meist nur für einen bestimmten Teil des Phasenraums (Ort {\displaystyle \mathbf {r} }, Energie {\displaystyle E}, Flugrichtung {\displaystyle \mathbf {\hat {\Omega }} } zum Zeitpunkt {\displaystyle t}) oder für Teilbereiche des natürlichen Raums gelöst. In der einführenden Grafik oben zum Beispiel sind die Ergebnisse der Transportrechnung des Neutronenflusses für ein Brennstoffelement allein dargestellt. Das ist gegenwärtig noch typisch, da Neutronentransportrechnungen für einen Kernreaktor als Ganzem, der aus vielen Brennelementen und anderen Bauteilen besteht, die Leistungsfähigkeit der zur Verfügung stehenden Großrechner übersteigen würde.
Es wird deshalb eine relativ komplizierte Stufenabfolge von Näherungsmethoden angewendet, an deren Spitze immer Transportrechnungen für Teilbereiche des Kernreaktors stehen. Deren Beschreibung füllt Handbücher.

## Typen von Neutronentransportrechnungen
Abhängig von der Art des zu lösenden Problems gibt es grundlegend verschiedene Typen von Neutronentransportrechnungen.

### Feste Quelle
Eine feste Quelle ist eine Neutronenquelle, die sich in oder an dem Medium befindet. Zu berechnen ist die resultierende Neutronenverteilung in einem vorgegebenen Raumbereich. Dieser Typ einer Neutronentransportrechnung tritt besonders bei Abschirmungsberechnungen auf, zum Beispiel, wenn ein Entwickler die Neutronendosis außerhalb einer Abschirmung minimieren und dabei die geringste Menge an Abschirmmaterial verwenden möchte. Etwa bei Spezialbehältern zur Lagerung und zum Transport hochradioaktiver Materialien, zum Beispiel von abgebrannten Brennelementen aus Kernkraftwerken oder Abfallprodukten („Glaskokillen“) aus der Wiederaufarbeitung. Wie viel Beton und Stahl wird benötigt, um den LKW-Fahrer, der es transportiert, sicher zu schützen?

### Kritikalität
Der wichtigste Typ von Neutronentransportrechnungen sind Kritikalitätsberechnungen. Ein Reaktor wird als „kritisch“ bezeichnet, wenn die Kettenreaktion autark und zeitunabhängig ist. Wenn das System nicht im Gleichgewicht ist, wird die asymptotische Neutronenverteilung oder die Grundmode mit der Zeit exponentiell wachsen oder abfallen.
Kritikalitätsberechnungen werden verwendet, um stationäre multiplizierende Medien zu analysieren. Die Neutronenverluste (Absorption, Streuung und Leckage) und die Neutronenquellen (Einstreuung und Spaltung) sind proportional zum Neutronenfluss, was bei festen Quellen nicht der Fall ist. Diese Berechnungen sind „zeitinvariant“, die Neutronenproduktion entspricht genau dem Neutronenverlust.
Die Näherungen, die bei einer Neutronentransportrechnung immer gemacht werden müssen, zum Beispiel bei der Modellierung der Geometrie, die Fehler der Materialkonstanten, die ungenaue Kenntnis der Materialzusammensetzung etc. sind dafür verantwortlich, dass der kritische Zustand nie genau berechnet werden kann. Um eine gewisse Flexibilität in der Art und Weise zu ermöglichen, wie Modelle aufgebaut werden, werden diese Probleme als Eigenwertprobleme formuliert, wobei ein Parameter künstlich modifiziert wird, bis die Kritikalität erreicht ist. Die gebräuchlichsten Formulierungen sind die Zeitabsorptions- und die Multiplikationseigenwerte, die auch als Alpha- und K-Eigenwerte bezeichnet werden. Die Alpha und K sind die abstimmbaren Größen.
K-Eigenwertprobleme sind die häufigsten in der Kernreaktoranalyse. Die Anzahl der pro Spaltung erzeugten Neutronen wird durch den dominanten Eigenwert multiplikativ modifiziert. Der resultierende Wert dieses Eigenwerts spiegelt die Zeitabhängigkeit der Neutronenanzahldichte in einem multiplikativen Medium wider.
- keff < 1, unterkritisch: die Neutronenanzahldichte fällt mit der Zeit;
- keff = 1, kritisch: die Neutronenanzahldichte bleibt ungeändert, und
- keff > 1, überkritisch: die Neutronenanzahldichte wächst mit der Zeit.

## Berechnungsmethoden
Sowohl Feste-Quelle- als auch Kritikalitätsberechnungen können, wie oben erwähnt, mithilfe von deterministischen Methoden oder stochastischen Methoden gelöst werden. In deterministischen Methoden wird die Transportgleichung (oder eine Annäherung davon, wie die Neutronendiffusionsnäherung) als eine (partielle) Differentialgleichung gelöst. Bei stochastischen Methoden, den Monte-Carlo-Methoden, werden einzelne Partikel-Schicksale verfolgt und die Ergebnisse vieler solcher Schicksale gemittelt. Deterministische Methoden beinhalten gewöhnlich Mehrgruppen-Ansätze, während Monte-Carlo-Methoden mit Mehrgruppenbibliotheken oder kontinuierlichen Energie-Wirkungsquerschnitten arbeiten können. Mehrgruppenberechnungen sind üblicherweise iterativ, da die Gruppenkonstanten unter Verwendung von Fluss-Energie-Profilen berechnet werden, die als Ergebnis der Neutronentransportberechnung bestimmt werden.

### Diskretisierung bei deterministischen Methoden
Um eine numerische Approximation der Transportgleichung auf einem Computer berechnen zu können, müssen die Raum-, Winkel-, Energie- und Zeitvariablen diskretisiert werden.
- Bezüglich der räumlichen Variablen wird in der Regel mit Hilfe der Finite-Differenzen-Methode, der Finite-Volumen-Methode oder der Finite-Elemente-Methode diskretisiert.

- Winkelvariable werden in der Regel durch diskrete Ordinaten diskretisiert oder durch funktionale Entwicklungsmethoden mit sphärisch harmonische Funktionen, was zu den PN-Methoden führt. Eine weitere Methode ist die SN-Methode.

- Die Energievariable wird typischerweise durch die Mehrgruppenmethode diskretisiert, wobei jede Energiegruppe ein Energieintervall darstellt. Zwei Gruppen können für einige Probleme beim thermischen Neutronenreaktor ausreichend sein, Berechnungen eines schnellen Neutronenreaktors erfordern eine bedeutend größere Anzahl an Energiegruppen.

- Die Zeitvariable wird in diskrete Zeitschritte aufgeteilt und die Zeitableitung durch Differenzenquotienten approximiert.

## Eingabedaten
Der Reaktorphysiker braucht für die Eingabedaten des Transportprogramms Kenntnis über die genaue Geometrie und die Zuordnung, welche Nuklide sich in welchem Raumbereich des Kernreaktors befinden. Er benötigt außerdem Nukleardaten für alle Nuklide, die in einem Kernreaktor bei seiner Inbetriebnahme eingesetzt werden oder die sich im Laufe des Betriebs durch Kernreaktionen bilden. Das sind hier speziell Wirkungsquerschnitte, mittlere Anzahl freigesetzter Neutronen pro Spaltung, Spaltspektren und Kerndaten für die verzögerten Neutronen. Ein besonderes Problem stellen dabei die Wirkungsquerschnitte für die Neutronenstreuung („Streudaten“) dar. Das können durchaus hunderttausende Einzeldaten sein, die, wie alle anderen Kerndaten auch, Kerndatenbibliotheken entnommen werden. Diese Nukleardaten werden überwiegend aus Messungen gewonnen, die evaluiert und danach in den Kerndatenbibliotheken gesammelt werden. Die theoretische Kernphysik kann diese Größen in fast keinem Fall mit einer Genauigkeit berechnen, die heute für eine reaktorphysikalische Berechnung erforderlich ist.

## Neutronentransportprogramme
In der Regel sind Neutronentransportprogramme in der Programmiersprache Fortran geschrieben. Fortran ist eine prozedurale, seit 2003 auch eine objektorientierte Programmiersprache, die insbesondere für numerische Berechnungen in Wissenschaft, Technik und Forschung eingesetzt wird.
Programmsysteme zur numerischen Lösung der Neutronentransportgleichung, zum Beispiel für ein Kernreaktor-Brennelement in einer räumlichen und energetischen Auflösung, wie sie in der Abbildung am Anfang des Artikels dargestellt ist, werden von nur sehr wenigen spezialisierten Firmen auf der Welt entwickelt. Es sind entweder staatlich dominierte Firmen, zum Beispiel in Frankreich unter dem Dach der EDF oder dem CEA (Programmsystem APOLLO), oder privatrechtliche Firmen, die meist durch Outsourcing von Arbeitsgruppen entstanden, die mit der Programmentwicklung in einem staatlichen Institut oder an einer Universität begonnen haben. Die Entwicklung solcher Programmsysteme erfordert Dutzende von Personenjahren und kann an einer Universität gegenwärtig nicht geleistet werden. Hinzu kommt für jeden Entwickler eine Einarbeitungszeit in die physikalische Theorie und die mathematisch-numerischen Lösungsverfahren von mehreren Jahren, ehe er mit dem Programmieren überhaupt beginnen kann. Auch ein Anwender eines solchen Programms sollte für die Einarbeitung etwa drei bis fünf Jahre veranschlagen.

### Deterministische Programme
- APOLLO – Ein Zellprogramm, das von CEA, EDF and Areva bzw. Orano verwendet wird[13]

- Ardra – Ein Transportprogramm des LLNL für neutrale Teilchen[14]

- Attila – Ein kommerzielles Mehrgruppen-3D-Transportprogramm des Idaho National Engineering and Environmental Laboratory (INEEL)[15]

- CASMO – Ein Zellprogramm (englisch lattice physics code) zur Modellierung von DWR- und SWR-Brennstoff, das von Studsvik für LWR entwickelt worden ist[16]

- DANTSYS – Ein diffusionsbeschleunigtes Transportprogrammsystem für neutrale Teilchen des LANL[17]

- DENOVO – Ein massiv parallel rechnendes Transportprogramm nach der Methode der diskreten Ordinaten, das im ORNL entwickelt wird[18]

- DIF3D/VARIANT – Ein im Argonne National Laboratory entwickeltes 3D-Transportprogramm, das ursprünglich für schnelle Reaktoren entwickelt wurde[19]

- DOORS – Ein-, zwei und dreidimensionales Neutronen-/Photonen-Transportprogramm-System, das auch die letzten Versionen der Transportprogramme TORT-DORT und ANISN-ORNL enthält[20]

- DRAGON – Ein quelloffenes Zellprogramm der École polytechnique de Montréal, das auf einer Sammlung von Modulen und Algorithmen basiert, die zur Lösung der Neutronentransportgleichung verwendet werden[21]

- HELIOS-2 – Ein 2D-Zellprogramm mit flexibler Modellierung der Geometrie für das Kernbrennstoffdesign hexagonaler WWER-Reaktoren, Nicht-LWR-Gitter (CANDU, Schwerwasser-Druckreaktoren, Magnox, RBMK) und experimentelles Reaktordesign (wie Materialtestreaktoren und TRIGA), das von Studsvik, vormals von Scandpower, entwickelt worden ist[22]

- Jaguar – Ein parallel rechnendes 3D-Transportprogramm für beliebig gestaltete Gitter, entwickelt vom Naval Nuclear Laboratory[23]

- NEWT – Ein Neutronentransportprogramm mit einem neuen Transportalgorithmus nach der Methode der diskreten Ordinaten für nichtorthogonale Geometrien, entwickelt am ORNL[24]

- milonga – Ein quelloffenes Programm der Reaktoranalysis, das die stationäre Mehrgruppen-Neutronentransportgleichung entweder in Diffusionsnäherung oder nach der Methode der diskreten Ordinaten (SN-Methode) löst. Veraltet und wird nicht weiterentwickelt.[25]

- MPACT – Ein parallel rechnendes 3D-Neutronentransportprogramm nach der Methode der Charakteristiken, das am Oak Ridge National Laboratory und der Universität von Michigan entwickelt wird[26]

- OpenMOC – Ein am MIT entwickeltes, quelloffenes, parallel rechnendes Transportprogramm nach der Methode der Charakteristiken[27]

- PARTISN – Ein am LANL entwickeltes Neutronentransportprogramm nach der Methode der diskreten Ordinaten[28]

- PHOENIX/ANC – Ein proprietäres Zellprogramm und eine Diffusionsprogrammsuite der Westinghouse Electric[29]

- RAMA – Ein proprietäres 3D-Transportprogramm nach der Methode der Charakteristiken mit flexibler Geometriemodellierung, insbesondere für Neutronenfluenzberechnungen, das für das EPRI von TransWare Enterprises Inc. entwickelt wurde[30]

- RAPTOR-M3G – Ein proprietäres Strahlungstransportprogramm, entwickelt von der Westinghouse Electric Company[31]

- STREAM – Ein Neutronentransportprogramm nach der Methode der Charakteristiken für die Analysis von stationären und transienten Zuständen (STREAM steht für Steady state and Transient REactor Analysis code with Method of characteristics), das seit 2013 am Ulsan National Institute of Science and Technology (UNIST) in Südkorea entwickelt wird[32]

- WIMS – Ein Neutronentransportprogramm nach der Methode der Charakteristiken, das bereits ab den 1970er Jahren von der United Kingdom Atomic Energy Authority in Winfrith entwickelt wurde[33]

### Probabilistische Programme
- COG – Ein am LLNL entwickeltes Monte-Carlo-Programm für kritische Sicherheitsanalyse und allgemeinen Strahlungstransport[34]

- FLUKA – Ein universelles probabilistisches Programmsystem zur Berechnung von Teilchentransport und Wechselwirkungen mit Materie, das ein erweitertes Anwendungsspektrum abdeckt (Protonen- und Elektronenbeschleunigerabschirmung, Targetdesign, Kalorimetrie, Aktivierung, Dosimetrie, Detektordesign, beschleunigergetriebene Systeme, kosmische Strahlung, Neutrinophysik, Strahlentherapie etc.).[35] Enthält auch eine Option für den Mehrgruppen-Neutronentransport.[36]

- MCBEND – Ein Monte-Carlo-Strahlungstransportprogramm der UKAEA, das vom ANSWERS Software Service entwickelt wurde[37][38]

- MCNP – Ein am LANL entwickeltes Monte-Carlo-Programm für Neutronen-, Photonen-, Elektronen- oder den gekoppelten Neutronen-, Photonen- und Elektronentransport[39]

- MCS – Das Monte-Carlo-Programm MCS wurde ab 2013 am Ulsan National Institute of Science and Technology (UNIST) in Südkorea entwickelt.[40]

- MCU – Ein Monte-Carlo-Programm des Kurtschatow-Instituts zur Berechnung neutronenphysikalischer Charakteristiken von Kernreaktoren[41]

- Mercury – Ein am LLNL entwickelte Monte-Carlo-Programm für den Transport neutraler Teilchen.[42]

- MONK – Ein Monte-Carlo-Programm für Kritikalitätsberechnungen und reaktorphysikalische Analysen, das durch den ANSWERS Software Service entwickelt und betreut wird.[43]

- MORET – Ein Monte-Carlo-Programm zur Evaluierung kritischer Risiken in Nuklearanlagen, entwickelt am Institut de Radioprotection et de Sûreté Nucléaire (IRSN), Frankreich[44]

- OpenMC – Ein quelloffenes, von einer Community entwickeltes Monte-Carlo-Programm für Neutronen- und Photonentransport[45]

- RMC – Ein an der Tsinghua-Universität in Peking, Volksrepublik China, entwickeltes 3D-Monte-Carlo-Programm für allgemeinen Strahlungstransport[46]

- Serpent – Ein am Technischen Forschungszentrum Finnland VTT entwickeltes Monte-Carlo-Teilchen-Transportprogramm[47]

- Shift/KENO – Ein am ORNL entwickeltes Monte-Carlo-Programm für den allgemeinen Strahlungstransport und Kritikalitätsanalysen, das auch in das Programmsystem SCALE (s. u.) eingebunden ist.[48]

- TRAMO – Ein Monte-Carlo-Programm für Neutronen- und Gammatransport, speziell für Reaktordosimetrieberechnungen, entwickelt am Zentralinstitut für Kernforschung Rossendorf, weiterentwickelt am Helmholtz-Zentrum Dresden-Rossendorf[49]

- TRIPOLI – Ein vielseitiges 3D-Monte-Carlo-Programm mit kontinuierlicher Energie der CEA, Frankreich[50]

### Neutronenphysikalisches Programmsystem
- SCALE – Eine umfassende Modellierungs- und Simulationssuite für Analyse und Design der nuklearen Sicherheit; einschließlich der Transportprogramme DENOVO, Shift/KENO u. a. und der Programme ORIGEN und AMPX[51]